# Notre-Dame-en-Saint-Melaine

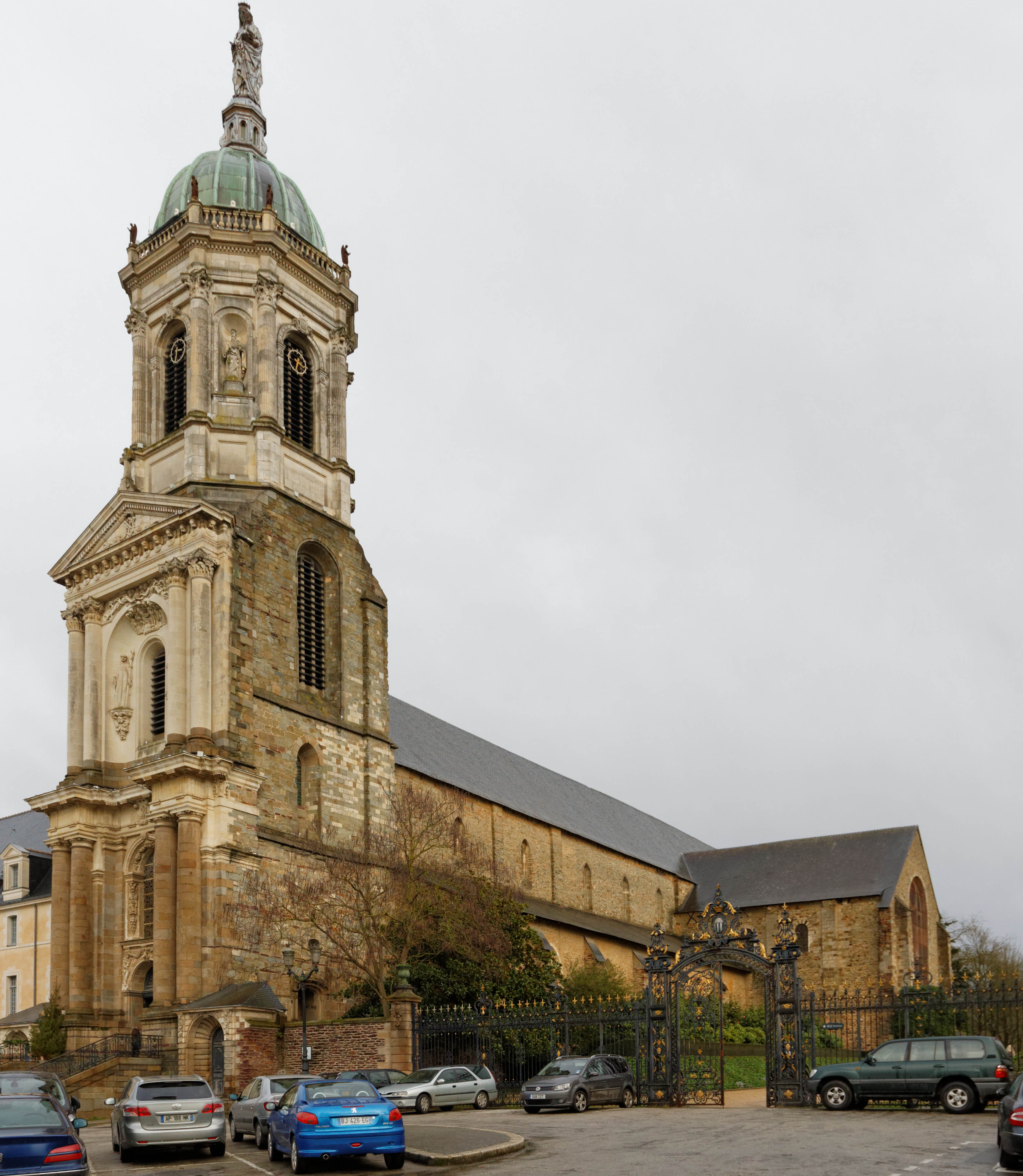
Kirche Notre-Dame-en-Saint-Melaine in Rennes

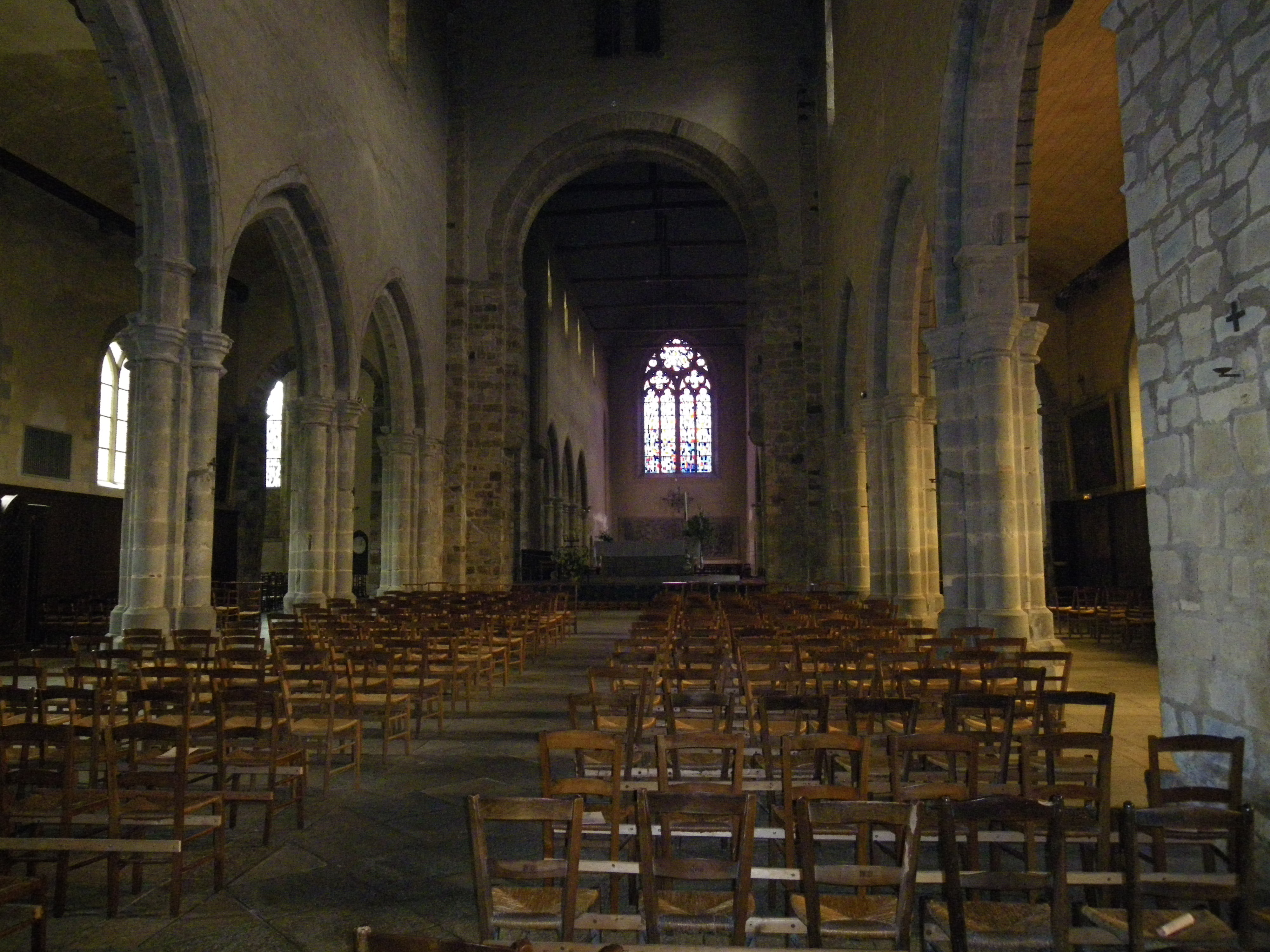
Innenansicht

Die katholische Pfarrkirche Notre-Dame-en-Saint-Melaine in Rennes, einer französischen Stadt im Département Ille-et-Vilaine in der Region Bretagne, wurde ursprünglich im 11. Jahrhundert errichtet. Die ehemalige Klosterkirche der Benediktinerabtei Saint-Melaine ist seit 1930 als Monument historique klassifiziert.

## Geschichte
Die ursprünglich dem heiligen Melanius geweihte Kirche, der im 6. Jahrhundert Bischof von Rennes war, wurde nach der Aufhebung des Klosters während der Revolution 1791 Pfarrkirche. Von 1803 bis 1844 war die Kirche Kathedrale unter dem Patrozinium des heiligen Petrus (Saint-Pierre). 1844 wurde sie wieder Pfarrkirche und gleichzeitig der Mariä Himmelfahrt geweiht.

## Architektur
Der Grundriss zeigt die Form eines lateinischen Kreuzes. An das fünfjochige Langhaus mit Seitenschiffen, Vierung und Querschiff, dessen Arme nur gering hervorspringen, schließt sich ein mit Seitenschiffen versehener, vierjochiger Chor an, der in einer Apsiskapelle mit flachem Chorhaupt endet. Die Grundmauern der Querschiffarme und des Turmes stammen aus vorromanischer Zeit. 

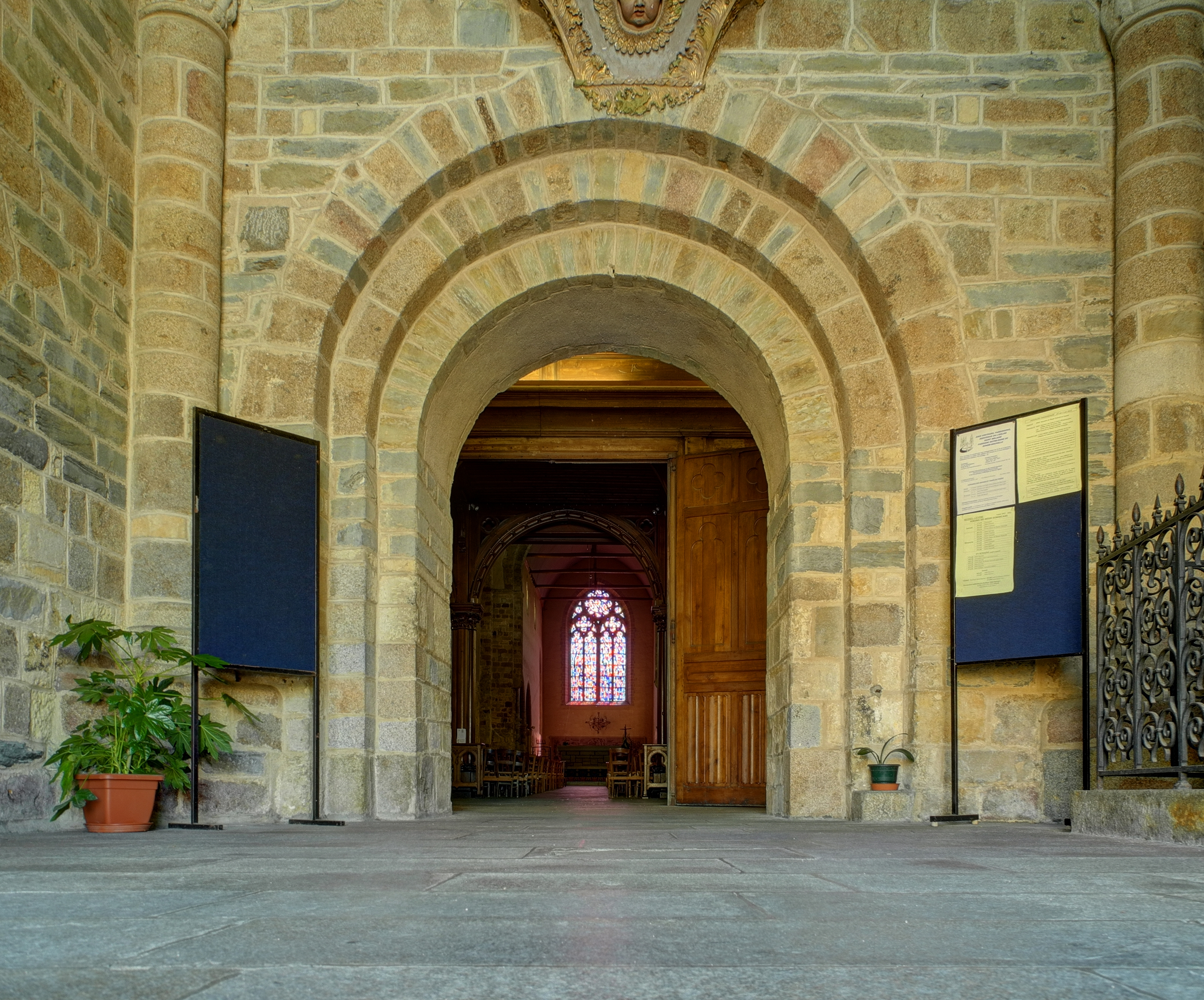
Portal

Das Portal, eine Art Narthex, wird von drei Bogenläufen aus regelmäßigen Keilsteinen, die in einer einzigen Linie bis zum Boden reichen, gebildet. Zwei freistehende Säulen tragen Kapitelle mit Skulpturenschmuck. 
Der Glockenturm wurde 1432 erneuert und 1676 wurde die gesamte Fassade des rechteckigen Turmes im Stil der Zeit neu gestaltet. 1855 wurde der Turm um ein Geschoss erhöht und mit einer Madonnenfigur bekrönt. 
In der Gotik wurden Teile des Langhauses erneuert. Weitere Umbauten fanden im 18. und 19. Jahrhundert statt. 